# Skyline Sports Complex
O Skyline Sports Complex é um complexo esportivo em City Island, ao longo do rio Susquehanna, em Harrisburg, Pensilvânia.
A estrutura original foi construída em 1987 e é adjacente ao FNB Field .
Até 2016, o Harrisburg City Islanders mandava seus jogos no estádio. Anteriormente, era a casa do time de futebol Central Penn Piranha.